# خرتي
خرتي هو إله مصري قديم. على الرغم من أن الأدلة الأثرية تؤكد وجوده منذ بداية الأسرة الثانية، إلا أن دوره الأسطوري الأصلي خلال هذه الحقبة غير واضح. كان خرتي إلها في الدوات (العالم السفلي) المصري. لا تظهر أولى الأوصاف الأسطورية لدور خرتي حتى الأسرة السادسة في نصوص الأهرام.

## الوصف
```
تظهر أولى الصور الممثلة لخرتي خلال أوائل الأسرة الثانية، في عهد الملكين 
حتب سخموي
 
ورع نب
. يتم تصويره عادة ككبش مستلقٍ ومحنط. في حالات نادرة، تم تصويره على شكل ثور أو أسد. وترتبط صورته دائمًا بعلامات 
الرموز الهيروغليفية
 التي تشمل شكل حجر الذبح 𓌨 ورغيف الخبز 𓏏، مما يعطي قراءة باسم "خرتي".
```

## العبادة
كان خرتي يُعبد منذ أوائل الأسرة الثانية، ويظهر اسمه لأول مرة على أوعية حجرية للملك سنفر كا. تذكر نقوش الأوعية الحجرية من عهد الملك بر إيب سن لأول مرة لقب "خادم الإله خرتي" (بالمصرية: حم نتر خرتي). كان المركز الرئيسي لعبادة خرتي يقع في ليتوبوليس (اليوم أوسيم)، وتم تأسيس مركز عبادة ثانٍ لاحقًا في نيسات (الموقع الدقيق لها غير معروف).

## الأساطير
كان خرتي شخصية متناقضة: تكشف نصوص الأهرام أنه كان يُعبد من جهة كالدليل، الذي جلب الملك المتوفى بأمان إلى "الموقع البعيد" بكونه "المراكبي". كما حمى المتوفى من مختلف الشياطين (المسماة إنمتيو في النصوص) التي أرسلها ست. ثم يُحضر الملك المتوفى إلى وجهته بواسطة رع. من جهة أخرى، كان يُخشى خرتي باعتباره الموت مجسداً، إلهًا "يعيش على قلوب الرجال"، مما يجعلها تتوقف عن النبض. تكشف نصوص الأهرام أن خرتي هاجم القلب الجسدي (حاتي) للأشخاص الذين يموتون، وليس القلب الميتافيزيقي الرمزي (إيب) كمقر للأفكار والمشاعر. لهذا السبب، تم توجيه العديد من التعاويذ والصلوات إلى خرتي في محاولة لمصادقته وإرضائه. تصلي صلوات أخرى لرع "ليأخذ الملك المتوفى بعيدًا عن خرتي". تذكر هذه الصلوات أيضًا أوزيريس، قاضي العالم السفلي. وهكذا، كان خرتي وأوزيريس مرتبطين أسطوريًا ببعضهما البعض.
لم يُذكر خرتي في نصوص التوابيت الشهيرة من فترة الدولة الوسطى. بدلاً من ذلك، تم استبداله بالإله أكر، الذي أصبح المراكبي. في صلوات كتاب الموتى، يوصف خرتي كحارس يرشد المركب السماوي لرع.